# Posnummer
Posnummer is een afkorting voor het Engelse position number. Posnummers worden in technische tekeningen gebruikt, waarop elk onderdeel van de tekening is genummerd. Ieder unieke onderdeel heeft een eigen uniek posnummer, dat met het nummer op de stuklijst van de tekening correspondeert. De onderdelen zijn over het algemeen oplopend genummerd.